# セカンド・チャンス (テレビドラマ)
『セカンド・チャンス』は、1995年4月14日から6月30日まで毎週金曜日21:00 - 21:54に、TBS系の「金曜9時」枠で放送された日本のテレビドラマ。全12回。1996年12月20日、21:00-22:54に、『帰ってきたセカンド・チャンス』のタイトルで最終話の後日譚を描いたスペシャルが放送された。主演は田中美佐子。

## 概要
シングルマザーとシングルファザーが出会い、次第に惹かれあう様になり、周囲の反対を乗り越えながら結婚するまでを描いたコメディドラマ。
平均視聴率は16.7％。また、このドラマの主題歌である 岡本真夜の「TOMORROW」も大ヒットとなった。
VHS化はなされなかった（後述の「帰ってきたセカンド・チャンス」のみ、1997年2月28日にVHSが発売されている）が、2010年8月4日に全12話収録の6枚と「帰ってきたセカンド・チャンス」を含む7枚組での形態でのDVD-BOXとして発売された。

## 登場人物

### 主要人物
スペシャル版（最終話の後日談）では春子が勤と結婚したため、春子以下藤井家の母子4名は野田姓に変更されている。

#### 藤井家
- 藤井春子（35) - 田中美佐子

主人公。夫を交通事故で亡くして以来、スーパーマーケットで働きながら3人の子供達と暮らしている。少々だらしがなく、料理はとても下手。家計や家事などを子供達に助けられている。好意で入居させてもらっていた社宅から退去命令が出され路頭に迷い、母子家庭に対しての風当たりの強さに悩んでいた頃に勤と出会う。やがて勤と家族ぐるみの付き合いとなり、最終話で結婚する。渡・昇・君子からは「春子」、律からは「春さん」、勤からは「春子さん」と呼ばれている。
- 藤井渡(15) - 堂本剛

春子の長男。清風中学校3年生でバスケ部所属。亡くなった父親のような設計士になることが夢である。男らしく硬派で正義感が強く女子から人気がある。熱くなりやすく喧嘩早い一面も持ち合わせている。学業よりも運動好きだが勉強はあまりやらなくてもできるようである。転入してきた君子から好かれている。長男としての責任感が強く一家の危機には率先して家計を支えている。また弟思いであり悩んでいる弟の律を気遣い励ましたり、家計の事情で自分は高校進学せずに就職しようとしているのにもかかわらず（春子には高校に進学するように言われている）律には高校進学するように話している。幼稚園で昇のぬいぐるみが捨てられた時は率先して怒りを露わにしている。物語が進むにつれ考えが変わっていき受験勉強を始めるなどしてスペシャル版では高校に進学して寮生活を始めている。少々マザコンの一面もある。
- 藤井律 (13)- 黒田勇樹

春子の次男。清風中学校1年生でクラス委員。怠け者の春子に代わり、家事などをこなす。心優しい性格であるが、女々しい一面もあり、それを渡に指摘されると激怒する。女々しさはあるが同性愛者ではなく、クラスの女子から人気がある。クラスに編入してきた君子に親切にしたり好意を持っている。男らしい一面もあり、引越し問題で意地を張ったり、君子の家庭事情を口外しなかったり、君子との階段トラブルで怪我をした時には君子を責めず自分の責任にするなどしている。
- 藤井昇(5) - 塙翔平

春子の三男。保育園児。ウルトラマンが大好きで、家族からは「のんちゃん」と呼ばれる。勤に懐く。実父から貰ったクマのぬいぐるみを大切にしていたが、君子からの言葉で土に埋め、訣別をする。

#### 野田家
- 野田勤(35) - 赤井英和

結婚式場で勤務している。妻との別居後、娘の君子と2人暮らしになり、転職を期に上京。娘思いであるが思春期という事もあり、接し方に悩んでしまう。そそっかしいが心暖かい性格であり、春子に好意を持ち、藤井家と絆を深めていく。
- 野田君子(13) - 宮城秋菜

勤の一人娘。勤に少し遅れて上京。清風中学校1年生で律と同じクラスに転入。渡に好意を抱く。しっかりとした性格で、群れる事を嫌い転入直後は女子グループに反発していたが、律に親切にされたり藤井家と関わっていく中で徐々に心を開くようになる。愛人を作って逃げた実母を憎んでおり、そのことを勤に心配されている。春子に対し反発することが多いが、徐々に心が通じ合い信頼し合う母娘となる。渡以外の藤井家の面々やクラスメイトに対してはかなりぶっきらぼうで関西弁の話し方をするが、渡に対しては丁寧でしおらしい態度で接する。

### その他
- 藤井清江 - 佐々木すみ江

春子の亡き夫の母。息子の事故死に関して春子を責め、不仲である。律に亡き息子の面影を感じ、律が家出をして自分の元に来たときに、何とかして引き取ろうとするも失敗する。
- 藤井健三郎 - 奥村公延

春子の亡き夫の父。穏やかな性格であり、春子や孫達との関係は良好である。
- 山中徹 - 松村雄基

春子の亡き夫の元同僚。藤井一家を何かと援助、春子に思いを寄せて結婚を申し込む。結婚が決まったが、式場で春子は勤に連れ去られ、結婚は白紙になってしまう。最終回では春子と勤の結婚式に登場し、スピーチをする。
- 堀越啓子 - 石井苗子

春子の友人で美容室を開業しているオーナー美容師。春子の良き相談相手。スーパーを退職した春子を店の従業員として雇う。
- 小林 - 水谷あつし

春子の職場の上司。春子にわいせつな行為を繰り返していたが、春子に一喝された報復としてパワーハラスメントを展開し、退職に追い込んだ。
- 昇と同じ保育園へ通う園児

昇に父親がない事を嘲り、大切にしていたぬいぐるみを捨ててしまう。この事で昇から復讐されるが、翌日に春子から毅然とした態度で注意を受ける。
- 園児の母 - 山下容莉枝

いじめをした息子が昇に仕返しされた事に対して、「母子家庭だから躾がなってない」と春子を嘲笑。常に息子に対し、藤井家の中傷を展開している模様。『帰ってきたセカンド・チャンス』にもケントの母役（後述）として出演。
- 保育園の先生 - 鈴木美恵

昇が通う保育園の先生。
- 野田真知子 - 松田美由紀

勤の前妻。愛人と駆け落ちした。物語終盤で2人の元に現れ、勤との離婚が正式に成立していなかった事を逆手に取り、身勝手な主張を展開。のちに勤の貯金を持ち逃げして行方をくらませた。第10話から最終話で登場。
- 中条上司 - 金田明夫

勤の職場の上司。勤が関西弁で応対するたびに注意している。勤の事を嫌っていたが、仲人を頼まれてから態度が変わる。
- 玉木満 - 梶原善

勤の同僚。ゲイであり、勤に思いを寄せ様々なアプローチをする。
- 倉田孝一 - 井ノ原快彦（7-8話）

渡の先輩。風俗店を経営している。
- 花村留美子 - 三井ゆり

『帰ってきたセカンド・チャンス』に出演。勤の職場の新人。
- 小沢直基 - 加藤晴彦

『帰ってきたセカンド・チャンス』に出演。野田一家の隣人の看護婦の弟で大学見学のために上京。
- ケント - クリストファー・フランクリン

『帰ってきたセカンド・チャンス』に出演。昇が通う幼稚園の転入生で日本人とアメリカ人のハーフ。
- ケントの父 - チャック・ウィルソン

『帰ってきたセカンド・チャンス』に出演。アメリカ人。
- ケントの母 - 山下容莉枝

『帰ってきたセカンド・チャンス』に出演。園児の母（前述）としても出演。
- テレビ番組『悪魔のつぶやき』[1]の司会者1 - 鈴木史朗

『帰ってきたセカンド・チャンス』に出演。
- テレビ番組『悪魔のつぶやき』の司会者2 - 木村郁美

『帰ってきたセカンド・チャンス』に出演。

## 番組制作スタッフ
- 脚本:小松江里子
- 音楽:長谷部徹
- 技術:小南朗
- 撮影:中村元
- 映像:野々村直
- 照明:高橋寛
- 音声:山田紀夫
- 音響効果:勝見勇一
- 番組宣伝:伊藤良
- スチル:渡辺富雄
- タイトル:松原弘志
- アニメーション:小島淳二
- デスク:小澤通子
- 記録:木下真理子
- ロケーション担当:戸田格
- 演出補:関本浩秀
- プロデューサー補:徳永裕久
- プロデューサー:伊藤一尋
- 演出:吉田健、加藤浩丈、土井裕泰、松原浩

## その他
- ドラマ内での春子の元夫の写真は、プロデューサーの伊藤一尋である。
- 翌年の1996年12月20日には、「帰ってきたセカンド・チャンス」としてほぼ同キャストで最終話の後日談を描いたスペシャル版が放送。スペシャル版では、同じ年に田中が出演していた「Age,35 恋しくて」のオマージュと思われるシーンが登場する。
- 2005年10月には主演の田中美佐子が5年ぶりに「ブラザー☆ビート」でテレビドラマに出演するのにあわせ、「セカンド・チャンス」を首都圏・関東地方・関西・東海・岩手県で再放送（95年から10年後の「ブラザー - 」では、1話のみ、田中と赤井が10年ぶりの共演をしている）。「ブラザー - 」とは脚本家とプロデューサーが同じである。
- 劇中に時折挿入されるナレーションは律役の黒田が担当した。

## テーマソング
- 「TOMORROW」 岡本真夜（徳間ジャパン）
  - スタッフクレジットは基本的にオープニングで流れるが第2～4話と最終話ではクレジットはエンディングで流れた。
  - シングルは180万枚を売り上げ、金9枠主題歌シングル売り上げの最高記録となっている（2位は1992年10月‐12月放送の『ホームワーク』主題歌で稲垣潤一が歌う「クリスマスキャロルの頃には」で150万枚のセールス）。

## 放送日程
| 各話   | 放送日  | サブタイトル            | 視聴率 |
| ------ | ------- | ----------------------- | ------ |
| 第1話  | 4月14日 | オレのママに手を出すな! | 18.1%  |
| 第2話  | 4月21日 | 一目惚れしました        | 16.7%  |
| 第3話  | 4月28日 | 二人のプロポーズ        | 不明   |
| 第4話  | 5月5日  | 子供たちの反乱          | 18.0%  |
| 第5話  | 5月12日 | 別れ池のジンクス        | 16.2%  |
| 第6話  | 5月19日 | 空に一番近いキス        | 15.4%  |
| 第7話  | 5月26日 | 親父、エッチしただろ    | 不明   |
| 第8話  | 6月2日  | 長男の危ない青春        | 18.8%  |
| 第9話  | 6月9日  | 嵐を呼ぶ嫁・姑          | 不明   |
| 第10話 | 6月16日 | 禁断の初恋              | 不明   |
| 第11話 | 6月23日 | 離婚するの忘れてた!?    | 不明   |
| 第12話 | 6月30日 | 世界で一番の結婚式      | 不明   |

## 漫画
ドラマの番外編『フレンズ』（作画：みづき水脈）が雑誌「少女フレンド」に掲載されていた。単行本は講談社コミックスフレンド、1996年発行。